# Mosteiro de São Miguel de Refojos de Basto

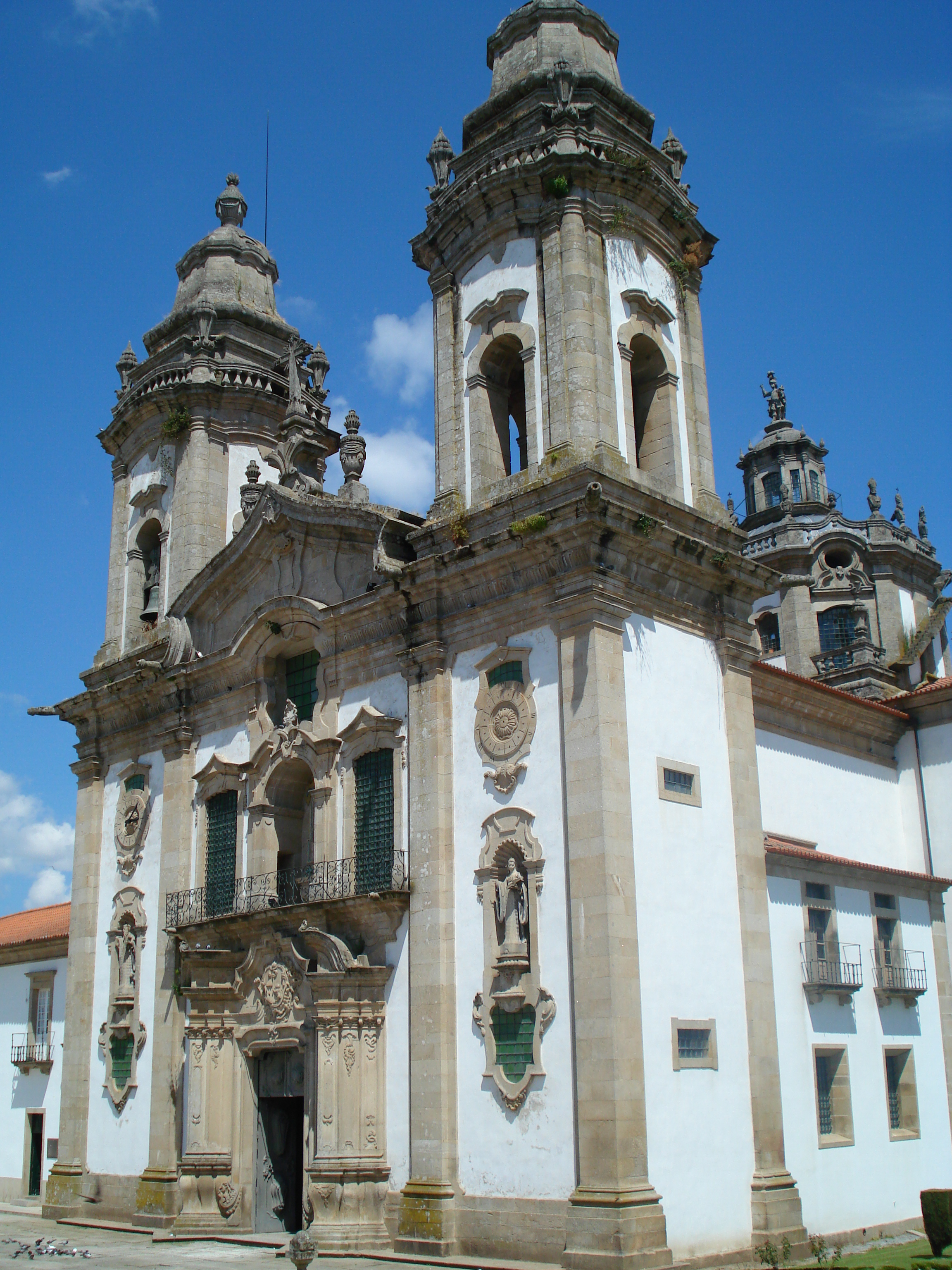
Mosteiro de São Miguel de Refojos de Basto

O Mosteiro de São Miguel de Refojos de Basto, também referido como Convento de Refóios, localiza-se na freguesia de Refojos de Basto, Outeiro e Painzela, município de Cabeceiras de Basto, distrito de Braga, em Portugal.
É classificado como "A Jóia do Barroco Português em Terras de Basto".[carece de fontes?]
Atualmente, nele está instalada a Câmara Municipal de Cabeceiras de Basto.
A Igreja e Sacristia, assim como o tecto de uma das salas do antigo mosteiro que funcionou como sala de audiências do tribunal da comarca estão classificados como Imóvel de Interesse Público desde 1933.

## História
O primeiro documento relativo ao Mosteiro data de 1122. Pouco mais tarde, em 1131, D. Afonso Henriques concedeu carta de couto ao mosteiro.
As obras do atual edifício tiveram início em 1755, sendo acordadas entre o arquiteto bracarense André Soares e o então abade, Frei Francisco de São José. Na fase final das obras registou-se a chegada ao mosteiro de Frei José de Santo António Vilaça, que ali trabalhou de 1764 a 1770.
Com a extinção das ordens religiosas (1834), o Estado alienou o imóvel.
O conjunto da igreja e sacristia encontra-se classificado como Imóvel de Interesse Público desde 31 de Agosto de 1933.
Em 17 de setembro de 2022 foi inaugurado o Espaço Ilídio dos Santos – Acolhimento ao Visitante.

## Características
A Igreja do Mosteiro é toda de estilo Barroco. São de realçar as seguintes partes da Igreja:

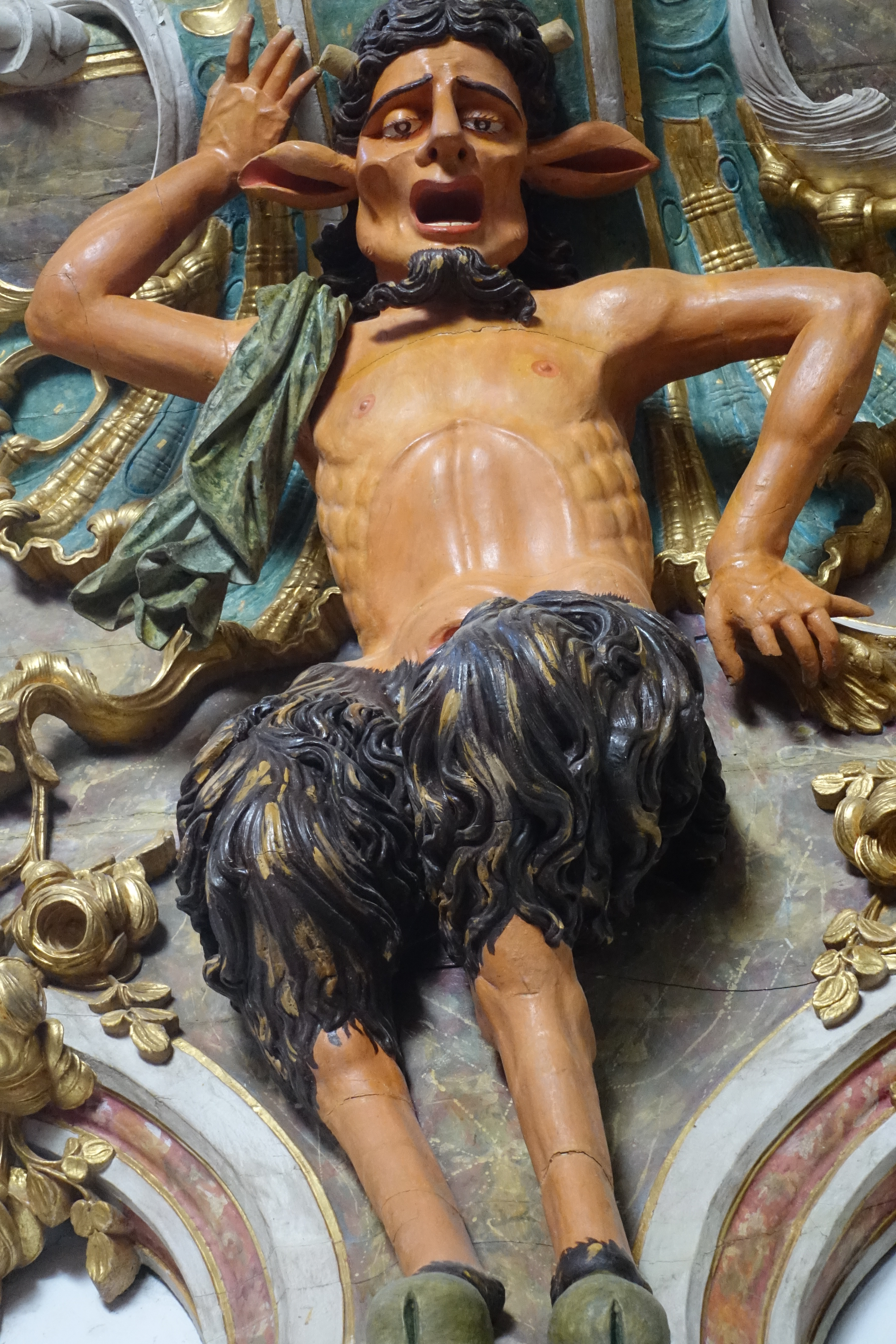
Pormenor do interior do Mosteiro

- Vista do interior do MosteiroPormenor do interior do MosteiroNa fachada dos lados direito e esquerdo estão colocadas as estátuas em tamanho natural do fundador da Ordem de S. Bento – São Bento de Núrcia, e de Santa Escolástica.[1]

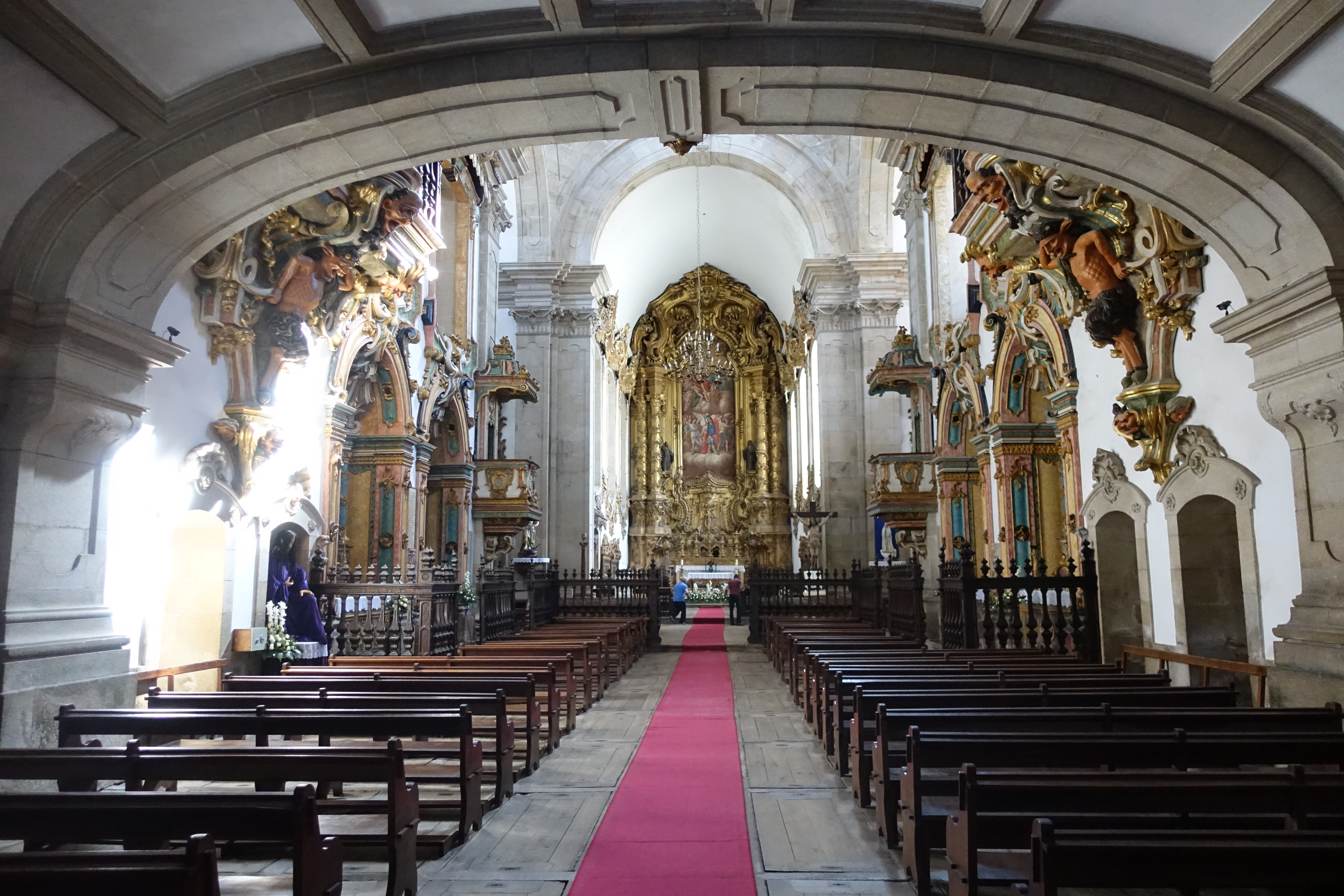
Vista do interior do Mosteiro

- Ala exterior em forma de varandim, tendo ao fundo, em nicho, a imagem de S. Miguel, e onde se celebrava missa campal no dia do padroeiro, S. Miguel, dia 29 de Setembro, em que o povo enchia toda a Alameda do Convento, hoje Praça da República.
- Figuras demoníacas, máscaras e também conhecidas por carrancas colocadas dos dois lados interiores logo a seguir à entrada da Igreja.
- Órgão duplo nas duas laterais, sendo um mudo. O órgão de tubos é da autoria de Francisco António Solha, mestre organeiro galego, radicado em Portugal na segunda metade XVII. Foi restaurado em 2009, por Pedro Guimarães da Oficina e Escola de Organaria[4].
- Dois púlpitos em castanho, pintados, em imitação de mármores e parcialmente dourados (data: 1777/1780). Pintados e dourados em 1786/1789. Gradeamento em pau ébano.
- Capela do Santíssimo Sacramento em castanho pintado e dourado (data: 1780/1789) – com dois anjos tocheiros de madeira estofada, e o Santo Cristo da Capela do SS. Sacramento em castanho estofado (data: 1783/1786?).
- Altar-Mor com credencia. Do esplendor da talha são de salientar alguns efeitos especiais, como a orla de “chamas” do pináculo da obra, as fitas de folhas cingindo as molduras convexas e o formoso festão de margaridas e rosas no remate da portada. A Capela do Altar-Mor é em castanho dourado (1764/1767). Dourada em 1780/1783, a Capela e o Altar-Mor foram concebidos por Frei José de Santo António.
- A Sacristia seiscentista, hoje Núcleo Museológico, possui, além de outros elementos de interesse, um arco inclinado, único nos monumentos do país, quatro espelhos em castanho (1767/1770) e dois contadores da mesma data. Os espelhos foram baseados num modelo inglês.
- Claustros com elegantes colunas de pedra e ao centro com uma taça também de granito.
- Zimbório em circunferência e rodeado por uma varanda interior e exterior e tendo ainda as esbeltas estátuas dos doze apóstolos, em tamanho natural e no remate, a do arcanjo São Miguel, rodeada por outra varanda.
- As cadeiras do Coro são em castanho (1767/1770) do qual consta o cadeiral, as sanefas e as portas das portadas, assim como, três sanefas dos janelões. O grande cadeiral foi composto em dois andares com 45 assentos em forma de U com cadeira do D. Abade no centro, segundo a tradição beneditina.
- A igreja possui ainda uma mísula com a imagem de S. Miguel Arcanjo (data: 1767/1770).

## O Zimbório

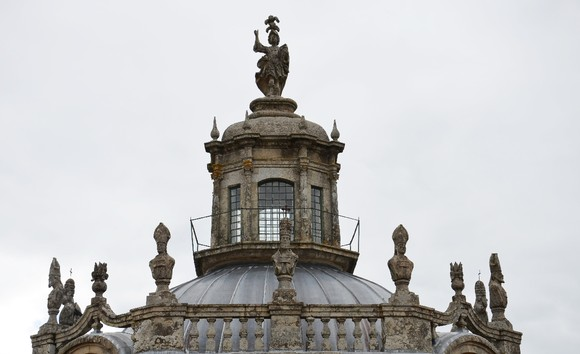
Zimbório do Mosteiro de S. Miguel de Refojos

É o único dos 29 mosteiros da Ordem Beneditina existentes em Portugal que possui um zimbório.
Este singular monumento arquitectónico eleva-se a 36 metros sobre o transepto. Obra notável de engenharia tem no exterior um varandim-balaustrada de granito, intersecionado por plintos que servem de base a 12 bustos de bispos e pontífices. A cúpula do lanternim serve de pedestal a uma grandiosa estátua do padroeiro, o Arcanjo S. Miguel.
Quando o Mosteiro se candidatou a Património da Humanidade, em 2014, o zimbório tornou-se símbolo turístico de Cabeceiras de Basto, estando o logótipo presente nas lojas de lembranças até nos transportes beneficiados pelo município.